# Bejas
Os bejas (em Beja: Oobja; em árabe: البجا) formam um grupo étnico cuxita que habita o Sudão, bem como partes da Eritreia e do Egito. Na história recente,viveram principalmente no deserto oriental. De acordo com a metodologia eles estão entre 1.237.000  e  2.300.000  pessoas. A maioria fala a língua beja como língua materna, que pertence ao ramo cuchítico da família afro-asiática. Alguns grupos passaram a usar exclusivamente o Árabe. Na Eritreia e no Sudão do Sul, muitos membros do grupo Beni Ameres falam tigré.

## História
Os bejas são tradicionalmente nômades pastoris de língua cuxita, nativos do nordeste da África. Um geógrafo chamado Abu Nácer Mutaar Almacdici escreveu no século X que os bejas eram na época cristãos.  Uma parte do território beja foi conquistada pelo Império de Axum no século III.  Os bejas sofreram um processo de islamização a partir do século XV. Os bejas, agora islâmica, participou da conquista muçulmana do Sudão, expandindo-se para o sul. Os Hadendoas (Clã Leão) dos bejas  dominou grande parte do leste do Sudão no século XVIII. Na Guerra Madista das décadas de 1880 a 1890, os bejas lutaram dos dois lados, os hadendoas tomaram partido dos rebeldes, enquanto as tribos bixarins e amaras ficaram ao lado dos britânicos. 
Em 1952, foi fundado o Congresso Beja um grupo de forças políticas e entidades étnicas bejas aos moldes do C.N.A sul-africano com o objetivo de buscar autonomia regional contra o governo em Cartum.

## Geografia
Os bejas historicamente habitou a região conhecida como o Deserto Oriental, entre o rio Nilo e o mar Vermelho abrangendo o leste do Egito, do Sudão, e a Eritreia.  A maioria deles vive nos estados sudaneses do Mar Vermelho (ao redor de Porto Sudão), do Rio Nilo, de Gadarife e de Cassala , bem como nas zobas do Mar Vermelho Setentrional , Gash-Barka e Anseba, na Eritreia e no sudeste do Egito. Há populações menores de outras etnias bejas mais ao norte, no deserto oriental do Egito. Alguns grupos bejas são nômades. No Oásis de Carga no deserto ocidental do Egito, existe um grande número de bixarins que foram desalojados pela represa de Assuã.

## Nome
Os bejas eram chamados de blêmios na época dos romanos,  também foram chamados de bugas em inscrições axumitas em Ge'ez, e de Fuzzy-Wuzzy por Rudyard Kipling. Kipling se referia especificamente aos Hadendoas , que lutaram contra os britânicos, apoiando Mádi, um líder sudanês que se rebelou contra o domínio turco administrado pelos britânicos. 

## Língua
Os bejas falam a língua beja, também chamada bedaui, bedauie e bedauie.  Pertence ao ramo cuchítico da família afro-asiática.  A maioria dos bejas fala a língua beja, mas certos subgrupos usam outra língua. Os Beni Ameres falam uma variedade do tigré, enquanto a maioria dos Halangas fala uma mistura de beja com árabe.
Embora exista uma influência árabe marcada, a língua beja ainda é amplamente falada. O próprio fato de que os valores morais e culturais mais elevados desta sociedade estarem de um modo ou de outro ligados à sua expressão em beja, e que a poesia beja ainda é amplamente elogiada, e que as reivindicações sobre a terra beja só são válidas quando expressas em beja, são fatores sociais muito fortes em favor de sua preservação. É verdade que o árabe é considerado como a linguagem da modernidade na região, mas a própria modernidade está num nível muito baixo na escala dos valores culturais dos bejas, pois é um meio de transgredir as proibições sociais. O beja ainda é a língua favorita para a maioria dos seus oradores porque está em conformidade com os valores éticos da comunidade. 

## Subdivisões
O beja estão divididos em clãs. Estas linhagens incluem entre outras os bixarins,  os Hadendoa (ou Hadendoua),  os amaras,  os Beni-Ameres,  os Halanga, os hababes,  e os hameranes,  alguns dos quais estão parcialmente mesclados com os beduínos no leste.
A sociedade beja foi tradicionalmente organizada em reinos independentes. Segundo Aliqui, existiram seis reinos Beja entre Assuão e Maçuá durante o século IX. Entre eles estavam o Reino de Bazim, o Reino de Belgim, o Reino de Jarim, o Reino de Nagaxe, o Reino de Quita e o Reino de Tanquixe. 